# فهرست حوزه‌های علمیه
در زیر فهرست برخی حوزه‌های علمیه ادیان الهی در سرتاسر جهان آورده شده‌است:

## آسیا

### ایران
- حوزه علمیه اصفهان
- حوزه علمیه تهران
- حوزه علمیه خراسان
- حوزه علمیه قم
- حوزه علمیه اخوندملاعلی همدانی
- حوزه علمیه رضویه شیراز
- حوزه علمیه شهرکرد
- مدرسه علمیه زنگنه
- حوزه علمیه صادقیه (سمنان)
- حوزه علمیه کازرون
- حوزه علمیه کمالیه
- حوزه علمیه مراغه
- حوزه علمیه مکی زاهدان
- حوزه علمیه میبد
- دارالعلوم زاهدان
- جامعه دارالعلوم زاهدان
- جامعةالزهرا
- مدرسه فضل بن شاذان
- مدرسه آقا ضیاءالدین
- مدرسه حاج محمدابراهیم
- مدرسه سپهدار
- مدرسه گلشن
- مدرسه نواب
- حوزه علمیه دهدشت
- حوزه علمیه مولی الموحدین شیراز
- سایر مدارس علمیه بیش از ۱۵۰ حوزه علمیه دیگر

### سایر کشورها
- حوزه علمیه نجف اشرف عراق
- دانشگاه اسلامی علیگر هند
- دانشگاه بین‌المللی اسلامی مالزی

## اروپا
- دانشکده علوم الهی گئورگیان (ارمنستان)
- کالج اسلامی لندن
- دانشگاه اسلامی روسیه

## آمریکا
- حوزه علمیه الهیاتی فولر
- دانشگاه آزوزا پاسیفیک
- دانشگاه پپرداین
- دانشگاه سنت امبروز
- کالج وست مونت
- دانشگاه کراندال کانادا
- دانشگاه ردیمر کانادا

## آفریقا
- دانشگاه الازهر مصر
- دانشگاه عین الشمس مصر
- دانشگاه قرویین مراکش